# IC 1222
IC 1222 ist eine Balken-Spiralgalaxie vom Hubble-Typ SBbc im Sternbild Herkules am Nordsternhimmel. Die Galaxie interagiert am Ende eines ihrer Spiralarme mit PGC 2277264, einem kleineren Objekt mit hoher Flächenhelligkeit. Sie ist schätzungsweise 420 Millionen Lichtjahre von der Milchstraße entfernt und hat einen Durchmesser von etwa 210.000 Lichtjahren. Gemeinsam mit IC 1221 bildet sie das optische Galaxienpaar KPG 500.
Halton Arp gliederte seinen Katalog ungewöhnlicher Galaxien nach rein morphologischen Kriterien in Gruppen. Diese Galaxie gehört zu der Klasse Spiralgalaxien mit einem kleinen Begleiter hoher Flächenhelligkeit auf einem Arm (Arp-Katalog).
Die Typ-1c?-Supernova SN 2001dq wurde hier beobachtet.
Das Objekt wurde am 10. Juli 1890 von Lewis Swift entdeckt.